# Arandu (kommun)
Arandu är en kommun i Brasilien.   Den ligger i delstaten São Paulo, i den södra delen av landet, 800 km söder om huvudstaden Brasília. Antalet invånare är 6 123. Arandu ligger vid sjön Represa de Jurimirim.
Följande samhällen finns i Arandu:
- Arandu

Runt Arandu är det glesbefolkat, med 20 invånare per kvadratkilometer.